# Bataille de Mantinée (362 av. J.-C.)
Pour les articles homonymes, voir Bataille de Mantinée.
 (juillet 2025).
Si vous disposez d'ouvrages ou d'articles de référence ou si vous connaissez des sites web de qualité traitant du thème abordé ici, merci de compléter l'article en donnant les références utiles à sa vérifiabilité et en les liant à la section « Notes et références ».
La bataille de Mantinée en Grèce oppose le 4 juillet 362 av. J.-C. les troupes thébaines et leurs alliés aux Mantinéens et aux Spartiates.

## Contexte historique
Après la bataille de Leuctres, l'hégémonie spartiate est remise en cause, et Épaminondas, général et dirigeant thébain, décide de construire un nouveau centre de pouvoir autour de sa cité. Il crée, ainsi, la ligue arcadienne, une fédération de cités-États sur le plateau central du Péloponnèse (au sud de Thèbes et au nord de Sparte), afin de contenir l'influence lacédémonienne et préserver la prépondérance thébaine dans la région.
Pendant les années précédant la bataille, les Spartiates se sont alliés aux Élidiens : ceux-ci, en conflit territorial avec les Arcadiens, permettent à Sparte d'offrir un plus grand contrepoids à la puissance montante. Après que les Arcadiens ont conquis le temple grec de Zeus à Olympie (sur le territoire élidien, mais considéré comme neutre car religieusement pan-grec), Mantinée quitte l'alliance et s'allie avec les Spartiates afin d'attaquer l'Alliance arcadienne. Epaminondas lève, alors, une armée qui rétablit la domination arcadienne sur la région.
Les deux armées s'affrontent en -362 aux alentours de Mantinée. Les troupes thébaines sont accompagnées de soldats de la ligue béotienne, pro-thébaine, et de détachements de Mégalopolis (fondée par les Thébains en tant que capitale fédérale de l'Arcadie) et Tégée (une des principales villes de l'Alliance).

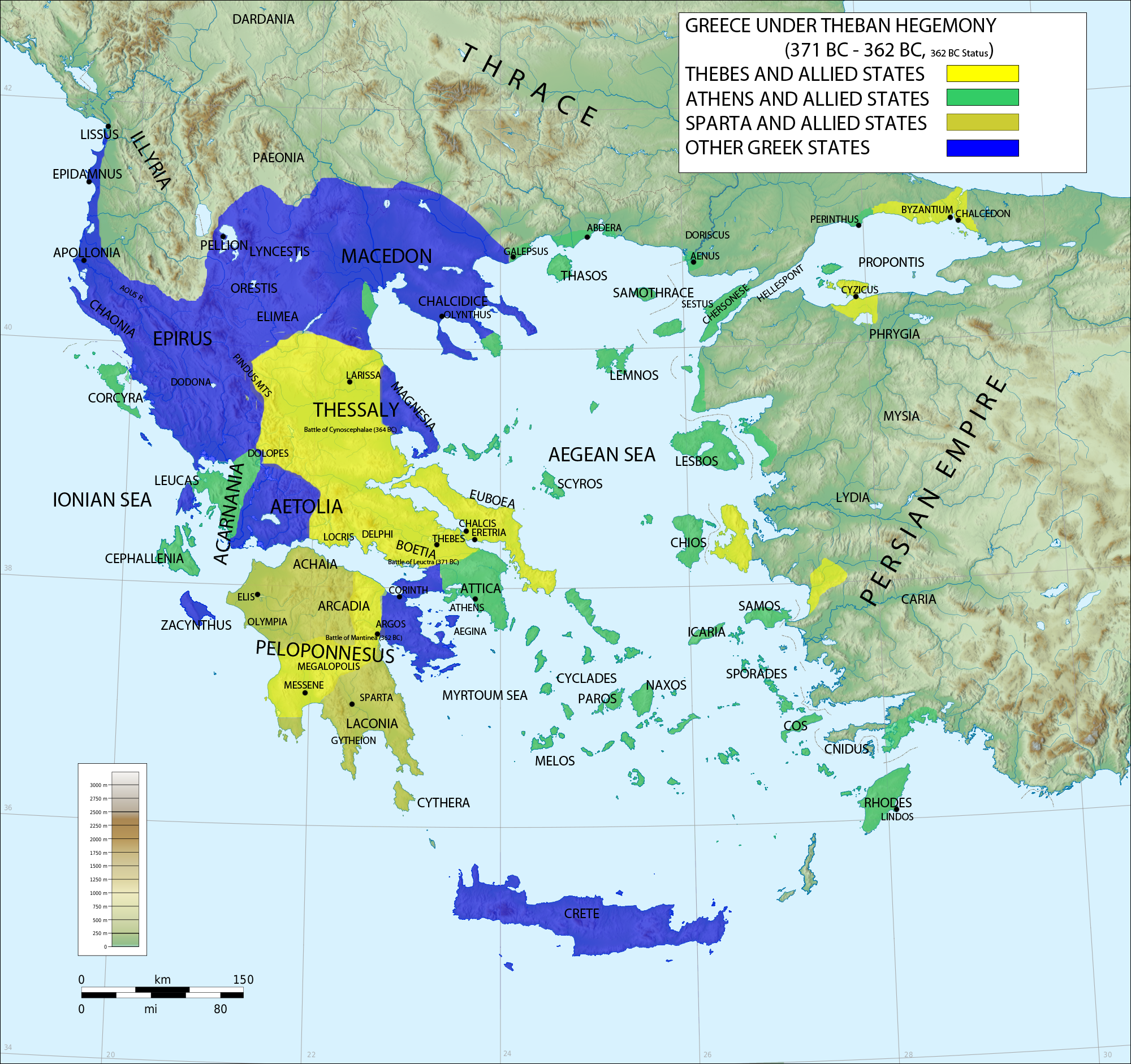
l'hégémonie thébaine, bataille de Mantinée.

## Déroulement de la bataille
En utilisant une variante stratégique déjà employée à Leuctres, Épaminondas forme, et mène personnellement, les troupes béotiennes en une longue colonne d'hoplites. Aussi, les Mantinéens et leurs alliés bloquent la route entre deux sommets abrupts et les Thébains défilent devant le front ennemi pour s'arrêter et mettre l'arme au pied, comme s'ils décidaient de se préparer pour le bivouac : les Mantinéens et leurs alliés relâchent alors leur vigilance. C'est alors qu'Épaminondas fait avancer son armée en formation oblique contre la droite ennemie tandis que sa cavalerie et ses troupes légères clouent l'aile gauche adverse. La massive phalange thébaine enfonce l'aile droite des alliés qui rompt le combat et s'enfuit, suivie, peu après, par toute l'armée alliée.

## Bilan
Après s'être battu en tête de ses troupes, Épaminondas est mortellement blessé dans les combats face à la phalange spartiate. Paralysés par la mort de leur général, les Thébains n'exploitent pas leur victoire et battent en retraite. Iolaidas et Daiphantus, dauphins désignés d'Épaminondas, périssent également. En apprenant la nouvelle, le général thébain, sur son lit de mort, pousse sa cité à conclure rapidement la paix, malgré la victoire qu'elle vient de remporter.
Privée de direction, la domination thébaine s'achève, immédiatement, sans que les Spartiates, affaiblis, puissent reprendre le contrôle de la région. Le résultat direct de cette double défaite a été d'ouvrir la voie à la conquête macédonienne à laquelle seule Sparte résistera.